# 레피크 사이담

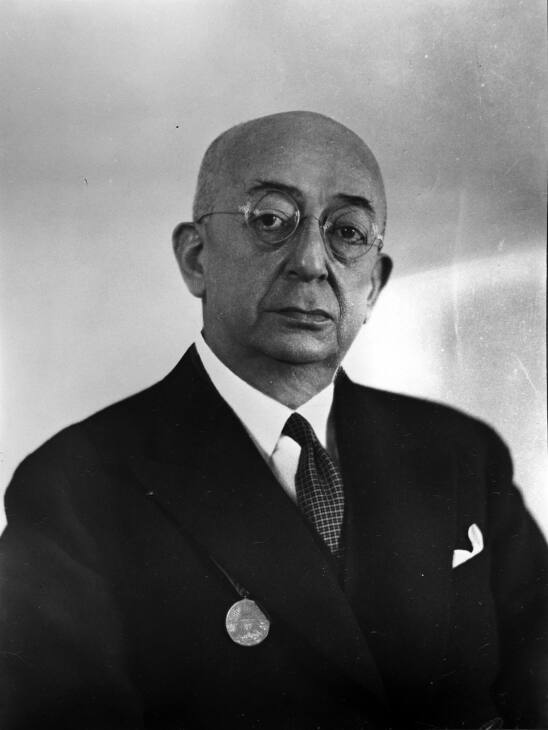
레피크 사이담

레피크 사이담(튀르키예어: Refik Saydam, 1881년 9월 8일, 이스탄불 ~ 1942년 7월 8일, 이스탄불)는 터키의 의사 (군의관) 이자 정치인으로, 1939년~1942년 터키 공화국의 총리를 지냈다.
이뇌뉘 행정부에서 보건부 장관과 교육부 장관, 바야르 행정부에서 내무부 장관을 지낸 바 있다.

## 같이 보기
- 튀르키예의 총리 목록